# ウイニー
ウイニー (Winny) は、日本ハムから発売されているウインナーソーセージの商品名。皮なしタイプウインナーの先駆的存在であり、1966年に発売が開始されてから、半世紀にわたり販売が続いているロングセラー商品。

## 歴史
ウインナーソーセージ市場は1963年から急激に伸長し（第1次ウインナーブーム）、そのためケーシング（ソーセージの皮）に用いる、安定した品質の羊腸が不足することとなった。そのような状況の中、日本ハムは、皮なしウインナーの研究を進め、試行錯誤を繰り返した結果、皮なしタイプのほそびきウインナーの商品化に成功し、1966年2月、「ウイニー」の名前で販売を開始した。同社にとってはコンシューマー商品第1号であり、社名で販売することが多かったウインナー市場でブランド名を付けたのは画期的なことであった。大阪府でのテスト販売の後、翌1967年には日本全国で発売された。皮がないため舌ざわりが良く、あっさりやわらかく食べやすいと好評になった。日本ハムは工場を連日フル稼働させて需要に応えていたが、突如として販売を中止した。賞味期限内であっても、ネバネバと糸を引く粘液が表面に生じると判明したためである。
1972年、同社は総工費5億5千万円をかけて茨城県に新工場を建設し、ウイニーの生産を再開した。製品だけを殺菌するのではなく、工場内そのものを無菌化することによって粘液の発生は抑えられた。「ウイニー坊や」を使ったテレビCMの効果もあり、ウイニーは月産800トンの人気商品となった。2012年には年商約50億円（小売ベース）にまで成長した。一般消費者の間では、小さな子どものおかずや弁当にぴったりな商品として、また量販店では特に弁当商材として、支持を集めている。
1980年、現在スタンダードとなっている「ウイニーミニ」の販売を開始した。
2012年、ボリュームがあるのに皮なしで食べやすいフランクフルトタイプのソーセージ「ウイニーフランク」を発売した。
2013年3月、「ウイニー」のマスコットキャラクター「ウイニー坊や」のリニューアルを機にパッケージデザインを変更した。
2013年9月2日、日本ハム（株）初のSNS、「ウイニーFacebook」がスタートした。

## ウイニー坊や
ウイニー坊やは、「ウイニー」のマスコットキャラクターである。
1972年、テレビコマーシャルで登場して以来、現在に至るまで現役として活躍している。ウイニー発売10周年の1976年には、ウイニー坊やと女優の山岡久乃が、1978年には、ウイニー坊やとピンク・レディーが共演するテレビコマーシャルが制作された。プラスチック製の人形、指人形などのウイニー坊やのグッズは、子供から人気を博した。
2006年と2007年には北海道日本ハムファイターズのペナントレース優勝を記念して、「ウイニー坊や」が同球団のユニフォームを着用した姿が印刷された商品が発売された。2011年、ウイニー発売45周年を記念して、1年を通じてウイニー坊やがさまざまな服装で登場するパッケージで販売された。第一弾では、受験生応援として学生服姿が採用され、さらに「ウイニー坊やストラップ」が取り付けられた商品も限定発売された。2013年3月、41年ぶりにキャラクターデザインが一新され、ウイニー坊やに家族が追加された。

## CM出演者
- 山岡久乃（1976年 - 1977年）[7]
- ピンク・レディー（1978年 - 1979年）
- 藤田弓子（1980年）
- 菊地陽子（1983年）